# Сеймур, Хью, 6-й маркиз Хартфорд
Хью де Грей Сеймур, 6-й маркиз Хартфорд (англ. Captain Hugh de Grey Seymour, 6th Marquess of Hertford; 22 октября 1843 — 23 марта 1912) — британский дворянин, военный, придворный и консервативный политик. Он носил титул учтивости — граф Ярмут с 1870 по 1884 год. Он занимал должность контролера королевского двора с 1879 по 1880 год.

## Титулы
- 6-й маркиз Хартфорд (с 25 января 1884)
- 6-й граф Хартфорд (с 25 января 1884)
- 6-й граф Ярмут (с 25 января 1884)
- 6-й виконт Бошан (с 25 января 1884)
- 7-й барон Конуэй из Киллалтаха, графство Антрим (с 25 января 1884)
- 7-й барон Конуэй из Рэгли, графство Уорикшир (с 25 января 1884).

## Предыстория
Член семьи Сеймур, основанной 1-м герцогом Сомерсетом. Родился 22 октября 1843 года в Дублине (Ирландия). Старший сын Фрэнсиса Сеймура, 5-го маркиза Хартфорда (1812—1884), и его жены леди Эмили Мюррей, дочери Дэвида Мюррея, 3-го графа Мэнсфилда. Внук адмирала сэра Джорджа Сеймура и правнук вице-адмирала лорда Хью Сеймура, сына Фрэнсиса Сеймура-Конвея, 1-го маркиза Хартфорда. Он стал известен под титулом графа Ярмута (титул учтивости), когда его отец унаследовал титул 6-го маркиза Хартфорда в 1870 году.

## Военная карьера
Хью Сеймур служил в гренадерской гвардии, дослужившись до звания капитана. Он также был почетным полковником Уорикширского йоменства и был награждён территориальными наградами. Он был назначен адъютантом короля Эдуарда VII в списке наград коронации 26 июня 1902 года в регулярном звании полковника. Он служил в чине полковника до смерти короля в 1910 году и был вновь назначен адъютантом короля Георга V с 1910 года до своей смерти в 1912 году.

## Политическая карьера
Хью Сеймур был избран в Палату общин Великобритании в качестве одного из двух представителей от графства Антрим в 1869 году. В 1874 году на парламентских выборах он был избран в Палату общин от Южного Йоркшира, это место он занимал до 1880 года. В 1879 году он был приведен к присяге в Тайном Совете и назначен контролером королевского двора в правительстве лорда Биконсфилда, этот пост он сохранял до тех пор, пока правительство было отправлено в отставку в следующем году. В 1884 году он сменил своего отца на посту 6-го маркиза Хартфорда и вошел в Палату лордов.
В 1905 году лорд Хартфорд был назначен лордом-лейтенантом Уорикшира, которым он оставался до своей смерти. Он также был мировым судьей графства Антрим. В 1906 году он был назначен компаньоном ордена Бани.

## Семья
16 апреля 1868 года лорд Хартфорд женился на достопочтенной Мэри Худ (4 июня 1846 — 6 апреля 1909), дочери генерала Александра Худа, 1-го виконта Бридпорта (1814—1904) и леди Мэри Пенелопы Хилл (1817—1884). У них было восемь детей:
- Леди Маргарет Элис Сеймур (22 марта 1869 — 18 августа 1901), с 1892 года замужем за судовладельцем Джеймсом Хейнсвортом Исмеем (1867—1930)
- Джордж Фрэнсис Александр Сеймур, 7-й маркиз Хартфорд (20 октября 1871 — 16 февраля 1940), старший сын и преемник отца
- Леди Эмили Мэри Сеймур (4 августа 1873 — 7 ноября 1948), в 1895 году вышла замуж за преподобного Реджинальда Уокера (1866—1945)
- Леди Виктория Фредерика Вильгельмина Джорджина Сеймур (20 октября 1874 — 23 апреля 1960), в 1900 году вышла замуж за Чарльза Траффорда (1871—1950)
- Леди Джейн Эдит Сеймур (1 апреля 1877 — ?), с 1904 года замужем за майором Хью Карлтоном (1865—1906)
- Бригадный генерал лорд Генри Чарльз Сеймур (18 мая 1878 — 18 июня 1939), в 1915 году женился на леди Хелен Гровенор (1888—1970), дочери 1-го герцога Вестминстера. Отец Хью Сеймура, 8-го маркиза Хартфорда.
- Лорд Эдвард Бошамп Сеймур (22 ноября 1879 — 7 декабря 1917), с 1914 года женат на Эльфриде де Траффорд (1886—1965)
- Коммандер лорд Джордж Фредерик Сеймур (2 сентября 1881 — 30 октября 1940), в 1906 году женился на Норе Скипворт (1882—1959).

Маркиза Хартфорд умерла в апреле 1909 года в возрасте 62 лет во время путешествия в Палестину. Лорд Хартфорд умер в Рэгли-Холле, графство Уорикшир, в марте 1912 года в возрасте 68 лет. Ему наследовал титул маркиза его старший сын Джордж.